# Throwdown
Throwdown est un groupe de heavy metal straight edge américain, originaire de Santa Ana, en Californie. Formé en 1997, le groupe est signé chez Trustkill Records, et compte au total six albums studios ainsi qu'un split-CD au cours de son existence.

## Biographie

### Débuts (1997–2002)
Throwdown est formé en 1997 par le chanteur Keith Barney, également membre actif des groupes Adamantium et Eighteen Visions, les guitaristes Tommy Love et Javier Van Huss, le bassiste Dom Macaluso, et le batteur Marc Jackson. Le groupe publie  son premier album, le single 7-inch éponyme la même année au label Prime Directive Records. Van Huss quitte le groupe et est remplacé par Brandan Schieppati. Après leur signature au label Indecision Records, le groupe publie son premier album studio, Beyond Repair, l'année suivante. En 1999, Barney laisse Death by Stereo de côté pour se consacrer principalement à Throwdown. Schieppati quitte le groupe pour se concentrer sur Bleeding Through, étant remplacé par Dave Peters. Cette nouvelle formation publie l'année suivante, l'EP Drive Me Dead.
En 2001, Throwdown publie son deuxième album studio, You Don't Have to Be Blood to Be Family. Ils enregistrent une version metalcore du single Baby Got Back de Sir Mix-a-Lot pour la compilation Too Legit for the Pit: Hardcore Takes the Rap , qui fait aussi participer Candiria, Stretch Arm Strong, et The Movielife. AllMusic décrit cette version de Throwdown comme « absolument hilarante. » L'idée de reprendre une chanson de hip-hop vient d'une collaboration entre Macaluso et Love. À l'origine, ils cherchaient à reprendre Jump Around de House of Pain. Mais finalement, Peters dira que « Sir Mix-a-Lot est simple et drôle, et c'est ce qu'on est, on est joue simple et on veut être drôle. »
L'année suivante, Barney souhaite prendre le rôle de guitariste (qu'il jouait déjà au sein d'Eighteen Visions) car il perdait souvent sa voix en tournée. Peters le remplace au chant. Le guitariste Matt Mentley remplacera Barney le temps de ses concerts avec Eighteen Visions. Sans batteur permanent après le départ de Jackson, le batteur de 18V, Ken Floyd, jouera régulièrement. Après, en 2002, Throwdown publie son EP Face the Mirror.

### Haymaker(2003–2004)
Throwdown enregistre l'album Haymaker, leur album à succès qui se caractérise par la chanson straight-edge Forever, au label Trustkill. La formation se compose de Peters au chant, Macaluso à la basse, Love et Barney à la guitare, et un ami nommé Jarred Alexander recruté comme batteur en session. Une tournée s'ensuit avec Hatebreed en soutien à l'album. Peters lance un projet parallèle appelé Medic, alors que Macaluso et Love lancent le groupe The Lost, qui publiera un EP.
Throwdown revient en 2004. Barney se verra remplacé par Mentley. Peters, Macaluso et Mentley enregistreront des chansons et partiront en tournée tandis que Love jouera à l'Ozzfest. Ils tournent au Japon, puis en Europe. Ils jouent avec Black Sabbath, Judas Priest, Slayer, Dimmu Borgir, Superjoint Ritual, Black Label Society, Slipknot, Hatebreed, Lamb of God, Atreyu, Bleeding Through, Lacuna Coil, Every Time I Die, Unearth, God Forbid, Otep, Devildriver et Magna-Fi. Le groupe joue une reprise du classique Roots Bloody Roots de Sepultura à l'Ozzfest. Ils filment leur premier clip (Forever) avec le réalisateur Christopher Sims. En fin d'année, ils tournent avec Norma Jean avant de conclure l'année avec une tournée réussie avec Lamb of God, Fear Factory et Children of Bodom. Love quitte officiellement le groupe en bons termes.

### Vendetta(2005–2006)
Throwdown passe une partie de l'année à écrire et enregistrer l'album Vendetta, aux Planet Z Studios aux côtés du producteur Zeus. Peu avant l'enregistrement, Mark Choiniere se joint au groupe, bien qu'il n'apparaisse pas sur la vidéo Burn. Peters, Dussault, Choiniere, Mentley et Macaluso jouent à la tournée Sounds of the Underground avec Lamb of God, Clutch, Poison the Well, Opeth, From Autumn to Ashes, Unearth, Chimaira, Norma Jean, Every Time I Die, GWAR, Strapping Young Lad, High on Fire, All That Remains, Madball, DevilDriver, Terror, A Life Once Lost, Fear Before the March of Flames, The Red Chord, NORA et The Black Dahlia Murder. En fin d'année, ils sont la tête d'affiche d'une tournée américaine, sponsorisée par To Die for Clothing, avec Sinai Beach. Après la tournée, Macaluso, seul membre original restant, quitte Throwdown. Mentley se met à la basse, et Mark Choiniere joue de la guitare en live. Throwdown restera un quatuor.
Throwdown tourne avec As I Lay Dying, In Flames et Soulfly, est la tête d'affiche avec The Black Dahlia Murder, puis joue aux États-Unis avec Zao, Evergreen Terrace et Maylene and the Sons of Disaster. Ils jouent aussi plusieurs dates du Vans Warped Tour et au Download Festival en 2006, avec Metallica et Guns N' Roses. Puis à Los Angeles à la tournée Strhess Tour avec Shadows Fall, Poison The Well, et It Dies Today.

### Venom and Tears(2007–2008)
Throwdown enregistre l'album Venom and Tears avec le producteur Mudrock à Los Angeles. Une reprise de la chanson Propaganda de Sepultura est enregistré pendant cette même session. Ils passent l'été au Vans Warped Tour. Après le Warped Tour, ils filment un clip pour la chanson Holy Roller avec le réalisateur Andy Reale. Au printemps, ils jouent avec Machine Head aux États-Unis. Mentley quitte le groupe peu après. Son remplaçant, Mark Mitchell, fait ses débuts dans le groupe en Amérique du Sud en décembre. En février, le groupe joue à la tournée Scum of the Earth en soutien à Venom and Tears avec Soilwork, Through the Eyes of the Dead et War of Ages. Ils jouent aussi avec Korn en Australie en avril. Puis ils jouent avec Killswitch Engage au Canada et font leur retour au Download Festival et dans divers festivals européens. Ils tournent aux États-Unis avec Cavalera Conspiracy.
En mars 2008, Throwdown annonce la fin de leur contrat avec Trustkill Records. En décembre 2008, le groupe signe au kabel Koch Records et se lance dans un sixième album. Ils annoncent aussi le retour de Jarrod Alexander. Throwdown soutient Demon Hunter, avec Living Sacrifice, The Crucified, Focused dans une mini-tournée appelée Huntour en 2009.

### Deathless(2009–2012)
Throwdown commence à enregistrer avec Mudrock en fin avril. En septembre 2009, le groupe publie l'album Deathless puis commence la tournée Deathless Tour avec Bury Your Dead, For Today, ABACABB, et The World We Knew en novembre et décembre. Le 10 novembre 2009, Throwdown publie Deathless en Amérique du Nord, et en Europe le 25 janvier 2010 via Nuclear Blast Records.
En octobre 2011, après presque deux années de silence, Throwdown joue quelques concerts sur la côte ouest qui fait participer Carnifex, First Blood, et Suffokate. Le chanteur Dave Peters annoncera un futur album au label E1.

### Intolerance(depuis 2013)
Le 2 mai 2013, Blabbermouth.net annonce l'entrée en studio de Throwdown pour l'enregistrement de leur septième album, qui sera produit par Chris « Zeuss » Harris, et est annoncé pour 2013 release via eOne Music. Le 5 décembre 2013, Blabbermouth.net annonce le nouvel album de Throwdown, Intolerance, sera publié le 21 janvier 2014, via eOne Music.
Le 17 janvier 2014, Intolerance est publié sur SoundCloud dans son intégralité.
Throwdown joue quelques concerts en 2014 au Amnesia Rockfest de Montebello, au Québec, le 23 juin. La formation comprend Dave Peters (chant), Dave Nassie (guitare), Jarrod Alexander (batterie) et le bassiste Matt Mentley. Ils annoncent leur participation au Groezrock Festival le 2 mai 2015.

## Membres

### Membres actuels
- Dave Peters – chant (depuis 2002), guitare (2000–2002)
- Matt Mentley – basse (2005–2007, depuis 2014), guitare (2004–2005), guitare en tournée (2001-2004)

### Anciens membres
- Javier Van Huss – basse (1997–1998)
- Marc Jackson – guitare (2004), batterie, percussions (1997–2002)
- Keith Barney – guitare (2002–2004), chant (1997–2002)
- Tommy Love – guitare (1997–2004)
- Dom Macaluso – basse (1998–2005), guitare (1997–1998)
- Brandan Schieppati – guitare (1998–2000)
- Mark Choiniere – guitare (2005–2011)
- Mark Mitchell – basse (2007–2014)
- Ben Dussault – batterie, percussions (2004–2008)

### Membres de tournée
- Ken Floyd (Eighteen Visions) – batterie (2002)
- Nick Jett (Terror) – batterie (2003)
- Lance Garvin (Living Sacrifice) – batterie (2009–2011)
- Dave Nassie (Bleeding Through) –  guitare (depuis 2011)
- Tim « Yogi » Watts (Demon Hunter) – batterie (2011)
- Jarrod Alexander – batterie, percussions (depuis 2014), batterie en session (2003, depuis 2008)

## Discographie

### Albums studio
- 1999 : Beyond Repair
- 2001 : You Don't Have to Be Blood to Be Family
- 2003 : Haymaker
- 2005 : Vendetta
- 2007 : Venom and Tears
- 2009 : Deathless
- 2014 : Intolerance

### EPs
- 1999 : Throwdown
- 2000 : Drive Me Dead
- 2002 : Face the Mirror

### Démo
- 1997 : Demo

### Split-CD
- 2001 : Throwdown/Good Clean Fun

### DVD
- 2004 : Together. Forever. United.

### Singles
- 2007 : Holy Roller
- 2007 : Americana
- 2007 : Covered in Venom and Tears
- 2020 : Take Cover